# Котопуло, Дмитрий Николаевич
Дми́трий Никола́евич Кото́пуло (14 ноября 1942, Прохладный, СССР) — советский футболист, защитник, затем судья республиканской категории. Мастер спорта СССР.

## Карьера
Детство провёл в Кабардино-Балкарии, где и начинал делать первые футбольные шаги. Начинал играть в футбол на позиции нападающего в Нальчике — в команде завода телемеханической аппаратуры, откуда его приглашали выступать за местный «Спартак» и одноимённую команду из Орджоникидзе, но летом 1964 года Дмитрий поступил в Волгоградский институт физической культуры и переехал в Волгоград.
В Волгограде, когда основной состав «Трактора» уехал на сборы, его позвали тренироваться с дублирующим составом. Когда команда мастеров вернулась со сбора, Дмитрия позвали на следующий сбор команды в Кабардино-Балкарию. На сборе в товарищеском матче против «Спартака» из Нальчика один из защитников «Трактора» допускал ошибки и тренеры заменили его на Котопуло, который успешно отыграл в обороне. После этого его стали постепенно подпускать к основе, где Дмитрий играл на позиции защитника.
В 1975 году получил перелом ноги и после долгого восстановления решил закончить карьеру игрока.
В составе волгоградских команд, представлявших город на всесоюзной арене («Трактор», «Сталь», «Баррикады»/«Ротор»), за 11 сезонов провёл 320 игр, в которых забил один гол.
После завершения карьеры футболиста работал детским тренером в ДЮСШОР СК «Баррикады» и арбитром. До сих пор судит матчи детских и любительских команд Волгограда.

## Позиция на поле и стиль игры
Выступал на позиции левого защитника. Обладал высокой скоростью, цепкостью, строго исполнял игровую дисциплину. Отмечался корректностью на поле.